# Дехканбаев, Абдусалим
Абдусалим Дехканбаев (1906 — 1943) — красноармеец Рабоче-крестьянской Красной Армии, участник Великой Отечественной войны, Герой Советского Союза (1944).

## Биография
Родился 26 октября 1906 года в кишлаке Аширкузи (ныне — Учкуприкский район Ферганской области Узбекистана) в крестьянской семье. Получил неполное среднее образование, после чего работал председателем колхоза. В 1943 году Дехканбаев был призван на службу в Рабоче-крестьянскую Красную Армию. С того же года — на фронтах Великой Отечественной войны, был стрелком 467-го стрелкового полка, 81-й стрелковой дивизии, 29-го стрелкового корпуса, 61-й армии, Центрального фронта. Отличился во время битвы за Днепр.
1 октября Дехканбаев в составе десантной группы, несмотря на массированный вражеский огонь, переправился через Днепр в районе деревни Глушец Лоевского района Гомельской области Белорусской ССР и принял активное участие в захвате и удержании плацдарма на его западном берегу. Группа отбила более 10 контратак противника. В тех боях Дехканбаев лично уничтожил более взвода немецких солдат и офицеров. 8 октября 1943 года он погиб в бою. Похоронен в братской могиле в деревне Деражичи Лоевского района.

## Награды
Указом Президиума Верховного Совета СССР «О присвоении звания Героя Советского Союза генералам, офицерскому, сержантскому и рядовому составу Красной Армии» от 15 января 1944 года за «образцовое выполнение боевых заданий командования по форсированию реки Днепр и проявленные при этом мужество и героизм» красноармеец Абдусалим Дехканбаев посмертно был удостоен высокого звания Героя Советского Союза. Также посмертно был награждён орденом Ленина.

## Память
- На родине Дехканбаева открыт его дом-музей, установлен его бюст.
- Также памятник ему установлен на территории школы, в которой он учился[2].